# Sima Martausová
Sima Martausová (Považská Bystrica, 26 febbraio 1988) è una cantante slovacca.

## Biografia
Sima Martausová si è diplomata all'Accademia di Arte di Banská Bystrica. Ha ottenuto notorietà vincendo il concorso Gospel Talent nel 2009.
Il suo album di debutto Vyzliecť si človeka è uscito nel 2012 e ha raggiunto il suo picco nella classifica slovacca più di sei anni dopo, conquistando il 35º posto nella penultima settimana del 2018. Ulteriore successo è arrivato con il secondo album, Dobrý deň, to som ja, che le ha fruttato due premi della musica popolare ZAI per la migliore rivelazione e per il migliore album dell'anno. Sebbene sia uscito nel 2013, l'album ha debuttato nella classifica settimanale degli album più venduti in Slovacchia lanciata tre anni dopo, raggiungendo la 5ª posizione. Il terzo album, Na pravom poludní, uscito nel 2014, ha anch'esso goduto di una grande longevità nelle classifiche slovacche, raggiungendo il suo picco al 17º posto tre anni dopo. Nell'estate Sima Martausová ha pubblicato il singolo Nenahraditeľná, che conquistando il 30º posto è stato il suo primo brano ad entrare nella classifica delle canzoni più popolari in Slovacchia. Il suo quinto album Len tak sa stíšim, uscito a gennaio 2019, ha debuttato direttamente in vetta alla classifica.
La cantante registra i suoi dischi e si esibisce con un gruppo fisso di strumentisti, la Sima Martausová Band: Igor "Ajdži" Sabo alle percussioni, Martin Zajko a chitarra, mandolino e ukulele, Pišta Lengyel a chitarra e steel guitar, Martin Gašpar a basso e contrabbasso, e Martin Wittgruber a tastiere e fisarmonica.

## Discografia

### Album in studio
- 2012 – Vyzliecť si človeka
- 2013 – Dobrý deň, to som ja
- 2014 – Na pravom poludní
- 2016 – Smej sa duša moja
- 2019 – Len tak sa stíšim
- 2020 – Oslobodená

### Singoli
- 2015 – Vianočné šalalí
- 2018 – Modlitba
- 2018 – Baránok
- 2018 – Nenahraditeľná (feat. For You)
- 2018 – Čaro obyčajných vecí
- 2018 – Holubička
- 2019 – Za život v hore
- 2019 – Zachovám si svoju tvár
- 2019 – Len ma ľúb
- 2020 – Láska vyháňa strach
- 2020 – Srdce nepokojné
- 2020 – Zore
- 2020 – Červené polia
- 2021 – Krížová cesta

## Tournée
- 2015 – Na pravom poludní Live
- 2016 – Sima Martausová & Band Tour